# Mielichhoferia elongata
Mielichhoferia elongata là một loài rêu trong họ Bryaceae. Loài này được Hoppe & Hornsch. Nees & Hornsch. mô tả khoa học đầu tiên năm 1831.